# Quiéreme tal como soy
Quiéreme Tal Como Soy é o 18º álbum de estúdio da atriz e cantora mexicana Lucero, lançado em 9 de Setembro de 2006 pela gravadora EMI Music. Este álbum é constituído por regravações de algumas canções escritas por Rafael Pérez Botija, sejam aquelas que já foram gravadas pela própria Lucero ou por outros artistas como Rocío Dúrcal, Mocedades e José José. Também foi o segundo álbum da artista a ser lançado em embalagem digipack. O primeiro foi o seu álbum honônimo de 1993. Obteve 70 mil cópias vendidas, conquistando o disco de ouro no México.

## Faixas
| N.º            | Título                     | Compositor(es)      | Duração |  |
| 1.             | "Veleta"                   | Rafael Pérez Botija | 3:46    |  |
| 2.             | "La Gata Bajo la Lluvia"   | Pérez Botija        | 3:24    |  |
| 3.             | "Quiéreme Tal Como Soy"    | Pérez Botija        | 3:27    |  |
| 4.             | "O Tú o Nada"              | Pérez Botija        | 3:29    |  |
| 5.             | "La Única Que Te Entiende" | Pérez Botija        | 3:25    |  |
| 6.             | "Ya no"                    | Pérez Botija        | 3:30    |  |
| 7.             | "Jamás Te Dejaré"          | Pérez Botija        | 3:08    |  |
| 8.             | "Tú Eres Mi Refúgio"       | Perez Botija        | 3:45    |  |
| 9.             | "Electricidad"             | Pérez Botija        | 4:25    |  |
| 10.            | "Que Pasará Mañana"        | Pérez Botija        | 3:10    |  |
| 11.            | "Y Qué"                    | Pérez Botija        | 3:10    |  |
| 12.            | "Sobreviviré"              | Pérez Botija        | 3:14    |  |
| Duração total: | Duração total:             | Duração total:      | 42:02   |  |

## Singles
| #  | Título                     | MÉX | ARG | CR  | COL | CH  | GTM | HDR | NIC | PER | VEN |
| -- | -------------------------- | --- | --- | --- | --- | --- | --- | --- | --- | --- | --- |
| 1. | "La Única Que Te Entiende" | #14 | #13 | #2  | #2  | #1  | #1  | #1  | #1  | #3  | #3  |
| 2. | "O Tú o Nada"              | #64 | #35 | —   | #45 | #19 | #10 | #4  | #10 | #20 | #10 |
| 3. | "Que Pasará Mañana"        | #8  | #20 | #10 | #15 | #1  | #2  | #2  | #1  | #12 | #11 |
| 4. | "Tú Eres Mi Refúgio"       | #42 | —   | #16 | —   | #5  | #2  | #7  | #6  | #29 | #19 |

## Prêmios e indicações
Em 2007, o álbum foi indicado ao Prêmio Orgullosamente Latino nas categorias "Melhor Álbum Latino" e "Melhor Cantora". Na primeira categoria, perdeu para o álbum Celestial (2006) da banda RBD e na segunda, perdeu para a cantora Olga Tañón. Foi também indicado ao Prêmio Lunas del Auditorio na categoria "Melhor Balada", porém perdeu para o cantor Emmanuel.

## Charts
| Chart (2006)              | Posição |
| ------------------------- | ------- |
| Argentina                 | 10      |
| Chile                     | 5       |
| Colômbia                  | 15      |
| Costa Rica                | 10      |
| México (AMPROFON Top 100) | 1       |
| Peru                      | 8       |

## Vendas e certificações
| Região | Certificação | Vendas/distribuição |
| --- | ------------ | ------------------- |
| México (AMPROFON) | Ouro         | 70.000              |
| *vendas baseadas apenas na certificação ^distribuições baseadas apenas na certificação xdistribuições não-especificadas baseadas apenas na certificação |              |                     |

## Histórico de lançamentos
| País       | Data                  | Formato             | Gravadora(s)              | Ref.  |
| ---------- | --------------------- | ------------------- | ------------------------- | ----- |
| México     | 9 de Setembro de 2006 | CD download digital | EMI Music Capitol Records | [ 5 ] |
| Chile      | 2006                  | CD                  | EMI Music Capitol Records |       |
| Colômbia   | 2006                  | CD                  | EMI Music Capitol Records |       |
| Costa Rica | 2006                  | CD                  | EMI Music Capitol Records |       |
| Porto Rico | 2006                  | CD download digital | EMI Music Capitol Records |       |
| EUA        | 2009                  | CD download digital | EMI Televisa Music        | [ 5 ] |